# Hermann Wiener

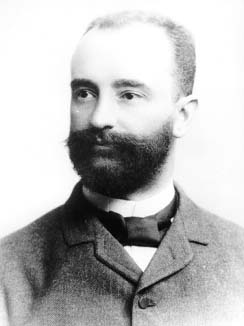
Hermann Wiener

Hermann Ludwig Gustav Wiener (* 15. Mai 1857 in Karlsruhe; † 13. Juni 1939 ebenda) war ein deutscher Mathematiker.

## Leben
Wiener war der Sohn des Mathematikers Christian Wiener, besuchte das Gymnasium in Karlsruhe und studierte ab 1876 Mathematik und Naturwissenschaften an der Technischen Hochschule Karlsruhe (damals Polytechnikum), unter anderem bei seinem Vater. Ab 1879 studierte er an der Technischen Hochschule München bei Felix Klein und Alexander von Brill sowie ab 1881 an der Universität Leipzig. 1881 promovierte er in München in Mathematik über Involutionen auf ebenen Kurven bei Ludwig Seidel, 1882 legte er das Staatsexamen für Gymnasiallehrer in Karlsruhe ab. Er war danach Lehramtspraktikant in Karlsruhe und gleichzeitig Assistent seines Vaters am Polytechnikum. 1885 habilitierte er sich an der Universität Halle (Rein geometrische Theorie der Darstellung binärer Formen durch Punktgruppen auf der Geraden), an der er danach bis 1894 als Privatdozent tätig war.
1894 wurde er ordentlicher Professor für Geometrie an der Technischen Hochschule Darmstadt, an der er bis zu seiner Emeritierung im Jahr 1927 blieb.
Wiener leistete wichtige Beiträge zu den Grundlagen der Geometrie im Vorfeld von David Hilberts späterer Synthese. Insbesondere untersuchte er den Aufbau der Geometrie aus Spiegelungen. Er wurde 1895 Mitglied der Leopoldina und 1907 Geheimer Hofrat. 1890 war er Gründungsmitglied der Deutschen Mathematiker Vereinigung.

## Schriften
- Sechs Abhandlungen über das Rechnen mit Spiegelungen, nebst Anwendungen auf die Geometrie der Bewegungen und auf die projektive Geometrie, Breitkopf und Härtel, Leipzig 1893.
- Über Grundlagen und Aufbau der Geometrie, Jahresbericht DMV, Bd. 1, 1892, S. 45–48,Weiteres über Grundlagen und Aufbau der Geometrie, Jahresbericht DMV, Bd. 3, 1894, S. 70–80
- Die Einteilung der ebenen Kurven und Kegel dritter Ordnung, M. Schilling, Halle 1901